# Shenzhou 7
Shenzhou 7 (chineză: 神舟七号; pinyin: shén zhōu qī hào) este al treilea zbor spațial chinez cu echipaj uman. Racheta a fost lansată pe 25 septembrie 2008 la ora 21:10 ora locală.